# Paul Bern
Paul Bern, nato Paul Levy (Wandsbek, 3 dicembre 1889 – Beverly Hills, 5 settembre 1932), è stato un regista, sceneggiatore e produttore cinematografico tedesco naturalizzato statunitense.

## Biografia

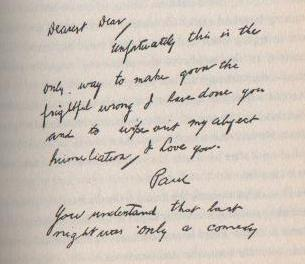
La nota lasciata da Paul Bern alla moglie

Paul Levy nacque in Germania a Wandsbek, una cittadina allora appartenente allo Schleswig-Holstein: nel 1899 la famiglia emigrò a New York. Il giovane Paul studiò recitazione all'American Academy of Dramatic Arts. Oltre a recitare, cominciò a interessarsi alla sceneggiatura e alla produzione. Trasferitosi a Hollywood, trovò lavoro per alcune piccole compagnie, finché non venne assunto come produttore alla MGM.
Bern si sposò con Jean Harlow il 2 luglio 1932. Due mesi dopo, il 5 settembre, venne trovato morto per un colpo di pistola alla testa nella sua casa di Beverly Hills. Il coroner dichiarò trattarsi di suicidio. Lasciò questo messaggio alla moglie: “Cara, carissima, purtroppo questo è il solo modo per riparare lo spaventoso torto che ti ho fatto e cancellare la mia abietta umiliazione. Ti amo, Paul”. E poi, in una postilla sullo stesso foglietto: “Avrai capito che l'altra notte è stata tutta una commedia”.
I giornali pubblicarono i dettagli del breve matrimonio tra Bern e Harlow, inclusi i risultati dell'autopsia che confermavano la "inidoneità" sessuale dell'uomo.
Secondo un'ipotesi, Bern in realtà non si sarebbe suicidato ma sarebbe stato assassinato dalla sua ex-moglie, Dorothy Millette.
La donna lo avrebbe chiamato la notte dell'omicidio chiedendo un incontro urgente, sotto la minaccia di sollevare uno scandalo (il matrimonio contratto con lei non era mai stato sciolto legalmente e c'era il pericolo di un'accusa di bigamia).

## Filmografia

### Sceneggiatore
- Greater Than Love, regia di John M. Stahl (1919)
- Women Men Forget, regia di John M. Stahl (1920)
- Suspicious Wives, regia di John M. Stahl (1921)
- The Christian, regia di Maurice Tourneur (1923)
- Il supplizio del tam-tam (Lost and Found on a South Sea Island), regia di Raoul Walsh (1923)
- The Wanters, regia di John M. Stahl (1923)
- La spada della legge (Name the Man), regia di Victor Sjöström (1924)
- Matrimonio in quattro (The Marriage Circle), regia di Ernst Lubitsch (1924)
- Men, regia di Dimitri Buchowetzki (1924)
- Lily of the Dust, regia di Dimitri Buchowetzki (1924)
- Il prezzo della vanità (Vanity's Price), regia di Roy William Neill (1924)
- The Great Deception, regia di Howard Higgin (1926)
- Prince of Tempters, regia di Lothar Mendes (1926)
- Three Hours, regia di James Flood (1927)
- The Beloved Rogue, regia di Alan Crosland (1927)
- The Dove, regia di Roland West (1927)
- Cortigiana (Susan Lenox (Her Fall and Rise)), regia di Robert Z. Leonard (1931)
- Sui mari della Cina (China Seas), regia di Tay Garnett (1935)

### Regista
- The Adventures and Emotions of Edgar Pomeroy (1920)
- Bufere nordiche (The North Wind's Malice), co-regia di Carl Harbaugh (1920)
- Edgar, the Detective (1921)
- L'uomo con due madri (Man with Two Mothers) (1922)
- Head over Heels co-regia Victor Schertzinger (1922)
- Open All Night (1924)
- Worldly Goods (1924)
- Tomorrow's Love (1925)
- La regina della moda (The Dressmaker from Paris) (1925)
- Grounds for Divorce (1925)
- Desiderio d'amore (Flower of Night) (1925)
- Il club delle donne (The Woman Racket), co-regia (non accreditato) con Albert H. Kelley, Robert Oberv (1930)

### Produttore / Equipe varia (parziale)
- Hungry Hearts, regia di E. Mason Hopper - supervisore post-produzione (1922)
- Lasciate fare a me (Geraldine), regia di Melville W. Brown - supervisore (1929)
- Vicini rumorosi (Noisy Neighbors), regia di Charles Reisner (1929)
- The Prodigal, regia di Harry A. Pollard - supervisore (1931)

### Montatore
- A Blind Bargain, regia di Wallace Worsley (1922)